# Ana María Cassan
Anne-Marie Paillard, más conocida como Ana María Cassán (París, 12 de julio de 1936-Ib., 12 de septiembre de 1960) fue una modelo y actriz francesa con carrera en Argentina.

## Carrera
A fines de 1945 ―recién terminada la Segunda Guerra Mundial (1939-1945)― actuó en la película Sylvie et le Fantôme, dirigida por Claude Autant-Lara, con François Périer, Lise Topart, Jacques Tati (como el fantasma, en su primera actuación en cine), Michel Piccoli, Odette Joyeux (como Sylvie), Gabrielle Fontán, Claude Marcy, Marguerite Cassan y Pierre Larquey. La película se estrenó el 6 de febrero de 1946. Ana María Cassán aparece como Anne-Marie Paillard, en un papel secundario (tenía 10 años de edad); en la película también trabajó un actor llamado François Paillard.
En 1950 se mudó con sus padres a la ciudad de Buenos Aires (Argentina), donde cursó sus estudios secundarios. 
Dueña de gran encanto y delicada belleza, casi inmediatamente comenzó a trabajar como modelo de publicidad gráfica y como protagonista de fotonovelas.
En 1952 fue elegida Princesa de la Televisión Argentina, en el primer concurso de ese tipo, conducido por la periodista Mendy en Canal 7 (de Buenos Aires).
Su nombre de nacimiento fue Anne-Marie Paillard, adquirió el apellido de Cassan como nombre artístico luego de su matrimonio (en 1953, a sus 16 años) con el joven empresario
porteño Carlos Marcelo Cassano (f. 2016).
Tuvo un auspicioso debut en el cine durante la época de oro con la película Ensayo final, dirigida por Mario Lugones y protagonizada por Alberto Closas, Nelly Panizza y Santiago Gómez Cou. Dicha interpretación le significó el premio a la revelación femenina otorgado por la Asociación de Cronistas Cinematográficos de la Argentina, galardón que fue objetado por la Asociación Argentina de Actores, ya que la actriz había tenido que ser doblada por Nina Nino (actriz de destacada trayectoria radial) debido a su fuerte acento francés.
Casi siempre como primera figura femenina, compartió cartel con primeras figuras como José Cibrián, Ana María Campoy, Malisa Zini, Duilio Marzio, Luis Dávila, Beto Gianola, Olga Casares Pearson, Ángel Walk, y los hermanos Tono y Gogó Andreu, entre otros.
En la televisión argentina hizo un especial del ciclo Comedias musicales en 1955, junto a Miguel Ligero, Marcos Zucker y Beatriz Bonnet titulado Mar del Plata 1900.
En 1960 filmó en París su última película, Pantalaskas, dirigida por el cineasta Paul Paviot (n. 1926).
El 12 de septiembre de 1960, Ana María Cassan se suicidó bajo un profundo estado depresivo en París, cuando solo tenía 24 años. Las causas de tan trágica determinación ―entre ellas, la relación que mantuvo con el director Paul Paviot―
nunca fueron esclarecidas.

## Filmografía
- 1946: Sylvie et le Fantôme, como una niña.[2][3]
- 1954: La cueva de Alí Babá.
- 1955: Ensayo final.
- 1955: Al sur del paralelo 42.
- 1956: Cubitos de hielo.
- 1956: Enigma de mujer.
- 1957: El diablo de vacaciones.
- 1957: Continente blanco.
- 1958: La cita con la vida.[8]
- 1960: Pantalaskas (película francesa).